# 費拉德爾弗斯 (北卡羅萊納州)
費拉德爾弗斯（英語：Philadelphus）是位於美國北卡羅萊納州羅伯遜縣的非建制地區。

## 歷史
費拉德爾弗斯的郵局於1820年設立，其後於1894年停運。

## 地理
費拉德爾弗斯所處的海拔為高於海平面54米（即177英呎），而該地所採用的時區為UTC-5，即北美东部时区（EST）。同時該地設有夏令時間，為UTC-5調快一小時，即UTC-4（EDT）。